# 橙色絲帶蘚
橙色絲帶蘚（学名：Floribundaria aurea）为蔓蘚科絲帶蘚屬下的一个种。